# راجستان رويالز
راجستان رويالز هو فريق كريكت من مدينة جايبور، راجستان، الهند. تأسس عام 2008 ويشارك في الدوري الهندي الممتاز.

## روابط خارجية
- الموقع الرسمي
.